# Magnetyzm serca
Magnetyzm serca – spektakl Grzegorza Jarzyny (zrealizowany pod pseudonimem Sylwia Torsh) z 1999 roku. 
Premiera odbyła się 14 marca 1999 roku w Teatrze Rozmaitości (dziś TR Warszawa). Ostatni spektakl „Magnetyzmu serca” odbył się w 2008 roku. 
- opracowanie tekstu: Sylwia Torsh
- scenografia: Magdalena Maciejewska
- muzyka: Jacek Grudzień
- opracowanie muzyczne: Horst Leszczuk
- dźwięk: Piotr Domiński
- reżyseria światła: Mirosław Poznański
- konsultacja językowa: Zbigniew Zapasiewicz
- konsultacja ruchowa: Małgorzata Jóźwiak
- obsada: Magdalena Cielecka, Magdalena Kuta, Maja Ostaszewska, Janusz Michałowski / Mariusz Benoit, Zbigniew Kaleta / Redbad Klynstra, Cezary Kosiński, Mirosław Zbrojewicz

Spektakl „Magnetyzm serca” stanowi nieoczywistą interpretację i zabawę formą „Ślubów panieńskich” Aleksandra Fredry z 1832 roku. Swobodne potraktowanie w inscenizacji tekstu i bohaterów klasyka, przyniosło sztuce opinie jednej z najbardziej wyrazistych i kultowych w dorobku Grzegorza Jarzyny.  
Nagrody:
- Nagroda dla Mai Ostaszewskiej za rolę Anieli na 25. Opolskich Konfrontacjach Teatralnych oraz na 40. Kaliskich Spotkaniach Teatralnych (2000)
- Nagroda Główna na 25. Opolskich Konfrontacjach Teatralnych za twórcze poszukiwania w dziedzinie inscenizacji klasyki polskiej (2000)
- I nagroda jury za spektakl na 10. Międzynarodowym Festiwalu Teatralnym Kontakt (2000)
- Nagroda im. Marka Okopińskiego dla najlepszego reżysera festiwalu (ufundowana przez Jerzego Polkowskiego) dla Sylwia Torsh za spektakl na 10. Międzynarodowym Festiwalu Teatralnym Kontakt (2000)
- Nagroda dziennikarzy akredytowanych przy festiwalu za spektakl na 10. Międzynarodowym Festiwalu Teatralnym Kontakt (2000)
- Wyróżnienie dla Cezarego Kosińskiego za rolę Albina na 40. Kaliskich Spotkaniach Teatralnych (2000)
- Nagroda aktorska dla Cezarego Kosińskiego za rolę Albina na 25. Opolskich Konfrontacjach Teatralnych (2000)